# Josie i Kociaki
Josie i Kociaki (ang. Josie and the Pussycats, 1970–1971) – serial animowany produkcji amerykańskiej z 1970 roku.
Emitowany na kanale Boomerang w wersji polskiej.
Bohaterowie serialu występują gościnnie w odcinku Nawiedzany Statek serialu Nowy Scooby Doo.

## Fabuła
6 nastolatków Josie, Melody, Valerie, Alexandra, Alan i Alexander i kot Alexandry Sebastian jadą po świecie na trasę koncertową zespołu Kociaki, do którego należą Josie, Melody i Valerie. Alexandra za wszelką cenę chce się pozbyć Josie od kariery piosenkarki i od Alana i zgarnąć ich dla siebie, ale zawsze się jej nie udaje. Tymczasem przestępca knuje swój niecny plan. W czasie trasy, Josie, Melody, Valerie, Alexandra, Alan, Alexander i Sebastian wpadają do kryjówki przestępcy. Chcą uciec, ale zostają porwani. Dzięki swoim zdolnościom, Josie, Melody, Valerie, Alexandra, Alan, Alexander i Sebastian wydostają się z pułapki. Alexander proponuje plan pokrzyżowania planu przestępcy, a on sam się schowa, ale jego plan się nie udaje. Alexander zawsze popada w kłopoty pomagając Valerie. Przestępca zostaje pokonany i zabrany do więzienia. Zespół Kociaki wreszcie grają swoje melodie. Alexandra znowu knuje swoje plany, ale jej się nie udają. Josie, Melody, Valerie, Alan, Alexander i Sebastian zaczynają się śmiać, a Alexandra się złościć.

## Bohaterowie
- Josie McCoy – wokalistka zespołu i dziewczyna Alana. Trochę bywa o Alexandrę zazdrosna. Gra na gitarze.
- Melody Valentine – członkini zespołu. Jest wyjątkowo głupia. Uwielbia się śmiać. Jej uszy pulsują gdy są kłopoty. Gra na perkusji.
- Valerie Brown – członkini zespołu. Jest bardzo mądra w ratowaniu świata od zła. Gra na tanburynach.
- Alexandra Cabot – siostra Alexandra. Nienawidzi Josie. Za wszelką cenę chce wypędzić Josie od Alana i kariery piosenkarki i zagarnąć ich dla siebie, ale jej się nie udaje. Lubi wszystko robić sama. Zawsze wpakuje siebie i innych w kłopoty.
- Alan M. Mayberry – chłopak Josie. Jeden z menadżerów zespołu.
- Alexander Cabot III – brat Alexandry i jeden z menadżerów zespołu. Jest tchórzliwy.
- Sebastian – kot Alexandry. Lubi się śmiać. Wykonuje polecenia Alexandry.

## Wersja polska
Wersja polska: Master Film na zlecenie Warner Bros.

Reżyseria: Agata Gawrońska-Bauman

Dialogi: Magdalena Dwojak

Dźwięk: Aneta Michalczyk-Falana

Montaż: Jan Graboś

Kierownictwo produkcji: Agnieszka Kołodziejczyk

Wystąpili:
- Julia Kołakowska – Josie
- Beata Wyrąbkiewicz – Melody
- Katarzyna Kozak – Valerie
- Monika Pikuła – Alexandra
- Leszek Zduń – Alexander
- Janusz Zadura – Alan
- Paweł Szczesny
- Zbigniew Konopka
- Wojciech Machnicki
- Janusz Wituch
- Andrzej Arciszewski
- Mirosław Wieprzewski
- Jan Kulczycki
- Andrzej Chudy
- Andrzej Gawroński
- Andrzej Blumenfeld
- Krzysztof Zakrzewski
- Ryszard Olesiński
- Marcin Troński
- Jerzy Złotnicki
- Adam Bauman
- Zbigniew Suszyński
- Leopold Matuszczak
- Cezary Kwieciński
- Wojciech Paszkowski
- Mieczysław Morański
- Wojciech Szymański
- Anna Apostolakis
- Stefan Knothe

i inni

## Twórcy
Reżyseria: Joseph Barbera i William Hanna

Scenografia: Iwao Takamoto

Producent: Joseph Barbera i William Hanna

Głosy: Sherry Alberoni, Jerry Dexter, Catherine Dougher, Patrice Holloway, Jackie Joseph, Casey Kasem, Barbara Pariot, Cherie Moor, Janet Waldo, Don Messick

Animacja: Jerry Hathcock, Ed Barge, Dick Lundy, Isadore Ellis, Ed Aardal, Bob Bemiller, Morey Reden, Dick Thompson, Shannon Lee Dyer, John Garling, Jack Parr

Kserografia: Robert „Tiger” West

Muzyka: Pat Foley

Efekty: Richard Allen, Milton Krear, Wayne Hughes

Stworzone przez: John Goldwater i Richard Goldwater z oryginalnego komiksu „Josie i Kociaki” narysowanego przez Dana DeCarlo

## Spis odcinków
| N/o | Polski tytuł                         | Angielski tytuł                  |
| --- | ------------------------------------ | -------------------------------- |
|     |                                      |                                  |
| 01  | Zakazana przygoda kapitana Nemo      | The Nemo’s a No No Affair        |
|     |                                      |                                  |
| 02  | Krwiożercze rośliny doktora Sadzonki | A Greenthumb Is Not a Goldfinger |
|     |                                      |                                  |
| 03  | Tajemnica tajnej szóstki             | The Secret Six Secret            |
|     |                                      |                                  |
| 04  | Nieudana zmiana miejsc               | Swap Plot Flop                   |
|     |                                      |                                  |
| 05  | Zamieszanie u Midasa                 | The Midas Mix-Up                 |
|     |                                      |                                  |
| 06  | Niewidzialny pan X                   | X Marks the Spot                 |
|     |                                      |                                  |
| 07  | Meksykańska przygoda                 | Chili Today and Hot Tamale       |
|     |                                      |                                  |
| 08  | Mistrz kamuflażu                     | Never Mind a Master Mind         |
|     |                                      |                                  |
| 09  | Wzgórze małpoludów                   | Plateau of the Apes Plot         |
|     |                                      |                                  |
| 10  | Przejażdżka po orbicie               | Strangemoon Over Miami           |
|     |                                      |                                  |
| 11  | Moneta z Hongkongu                   | All Wong in Hong Kong            |
|     |                                      |                                  |
| 12  | Bank pamięci Melody                  | Melody Memory Mix-up             |
|     |                                      |                                  |
| 13  | Ucieczka przed Mrokiem               | The Great Pussycat Chase         |
|     |                                      |                                  |
| 14  | Szkoła szpiegów                      | Spy School Spoof                 |
|     |                                      |                                  |
| 15  | Wysłańcy z Jowisza                   | The Jumpin’ Jupiter Affair       |
|     |                                      |                                  |
| 16  | Hrabina z Monte Carlo                | Don’t Count on a Countess        |
|     |                                      |                                  |

## Opisy odcinków
- Zakazana przygoda kapitana Nemo

Josie, Melody, Valerie, Alexandra, Alan, Alexander i Sebastian są na rejsie. Wtedy zły kapitan Nemo topi ich statek i ich porywa. Dzięki Sebastianowi, udaje im się uciec. Nemo zabiera instrumenty zespołu Kociaki. Valerie i Alexander krzyżują plany Nemo, a Josie, Melody, Alexandra, Alan i Sebastian ratują instrumenty.
- Krwiożercze rośliny doktora Sadzonki

Przed odlotem do Nashville, Alexandra nabiera Josie, ale inni i ona sama też dają się nabrać, że będą lecieć do Amazonki. Wszyscy są źli na Alexandrę i wyskakują z samolotu. Tam wpadają na złe rośliny. Okazuje się, że za tym stoi doktor Sadzonka. Josie, Melody, Valerie, Alexandra, Alan, Alexander i Sebastian krzyżują jego plany.
- Tajemnica tajnej szóstki

Josie, Melody, Valerie, Alexandra, Alan, Alexander i Sebastian przybywają do Indii gdzie wpadają na tajną szóstkę. Josie, Alexandra, Alan i Sebastian zostają porwani przez szóstkę, ale ratują ich Melody, Valerie i Alexander i razem pokonują szóstkę.
- Nieudana zmiana miejsc

Księżniczka podobna do Valerie zostaje porwana i Valerie zajmuje jej miejsce dopóki księżniczka nie zostanie uratowana. Valerie także zostaje porwana. Josie, Melody, Alexandra, Alan, Alexander i Sebastian muszą ocalić Valerie i księżniczkę z rąk porywaczy.
- Zamieszanie u Midasa

Josie, Melody, Valerie, Alexandra, Alan, Alexander i Sebastian przybywają na wycieczkę narciarską i na koncert do narciarskiego kurortu w Alpach. Tam doktor Midas ma bazę i niszczy złoto. Josie, Melody, Valerie, Alexandra, Alan, Alexander i Sebastian przypadkiem trafiają do jego bazy i krzyżują jego plany.
- Niewidzialny pan X

Josie, Melody, Valerie, Alexandra, Alan, Alexander i Sebastian przybywają do Londynu gdzie profesor mówi im o niewidzialnym panie X. Profesor daje im recepturę, która powoduje widzialność. Potem profesor zostaje porwany przez pana X. Josie, Melody, Valerie, Alexandra, Alan, Alexander i Sebastian muszą uratować profesora i pokonać pana X. Po udanej akcji pan X staje się widzialny.
- Meksykańska Przygoda

Josie, Melody, Valerie, Alexandra, Alan, Alexander i Sebastian przybywają do Meksyku. Tam ktoś wrzuca dziwne kapsułki do perkusji Melody. Za tym stoi Scorpion. Scorpion porywa najpierw Melody i perkusję, a potem Valerie i Alexandra. Josie, Alexandra, Alan i Sebastian muszą ich uratować. Okazuje się, że Scorpion chce aktywować pogodową maszynę. Josie, Melody, Valerie, Alexandra, Alan, Alexander i Sebastian krzyzują jego plany.
- Mistrz kamuflażu

Po przybyciu do Holandii, Josie, Melody, Valerie, Alexandra, Alan, Alexander i Sebastian przez pomyłkę dostają zadanie ochronić urządzenie antygrawitacyjne od mistrza kamuflażu Mózga, który nie ma twarzy. Udaje im się chronić urządzenie. Mózg(przebrany za Alana)porywa Melody, Alexandrę i Alexandra do swojej bazy. Josie, Valerie, Alan i Sebastian ratują Melody, Alexandrę, Alexandra i urządzenie od Mózga.
- Wzgórze Małpoludów

Josie, Melody, Valerie, Alexandra, Alan, Alexander i Sebastian się rozbiją w Afryce. Tam zostają porwani przez doktora Madro i zamienia Alexandra w małpoluda. Josie, Melody, Valerie, Alexandra, Alan i Sebastian muszą powstrzymać doktora Madro i uratować Alexandra.
- Przejażdżka po orbicie

Josie, Melody, Valerie, Alexandra, Alan, Alexander i Sebastian trafiają na wyspę Dr. Strangemoona. Tam Dr. Strangemoon wysyła Melody, Alexandrę i Alexandra w kosmos. Josie, Valerie, Alan i Sebastian muszą sprowadzić przyjaciół z powrotem na Ziemię.
- Bank pamięci Melody

Załoga zwana Sokół chce mieć równanie maszyny, ale myśli równania trafiają do pamięci Melody. Z tego powodu Sokół chce porwać Melody i pozbawić jej równania. Josie, Valerie, Alexandra, Alan, Alexander i Sebastian muszą powsztrzymać Sokoła i uratować Melody.
- Ucieczka przed Mrokiem

W czasie pobytu w Paryżu, Josie, Melody, Valerie, Alexandra, Alan, Alexander i Sebastian dostają pudełko, które muszą dostarczyć do gargulca i chronić je przed Mrokiem. Mrok zaczyna ich gonić po całym świecie, żeby zdobyć pudełko.
- Hrabina z Monte Carlo

Josie, Melody, Valerie, Alexandra, Alan, Alexander i Sebastian zostają zaproszeni przez Hrabinę. Okazuje się, że Hrabina jest zła i kradnie każdemu młodość. Melody, Alexandra, Alexander i Sebastian tracą młodość i Josie, Valerie i Alan muszą znaleźć odtrutkę.